# Coupe Challenge masculine de handball 2015-2016
Navigation
Coupe Challenge 2014-2015 Coupe Challenge 2016-2017
La Coupe Challenge masculine de handball 2015-2016 est la 23e édition de la Coupe Challenge, troisième compétition dans la hiérarchie des compétitions européennes masculines.
La compétition est remportée par le club portugais du ABC Braga/UMinho, vainqueur en finale d'un autre club portugais, le Benfica Lisbonne.

## Participants
| Deuxième tour de qualification | Deuxième tour de qualification | Deuxième tour de qualification | Deuxième tour de qualification | Deuxième tour de qualification | Deuxième tour de qualification | Deuxième tour de qualification | Deuxième tour de qualification | Deuxième tour de qualification | Deuxième tour de qualification | Deuxième tour de qualification | Deuxième tour de qualification | Deuxième tour de qualification | Deuxième tour de qualification | Deuxième tour de qualification | Deuxième tour de qualification |
| --- | --- | --- | --- | --- | --- | --- | --- | --- | --- | --- | --- | --- | --- | --- | --- |
| - HC Odorheiu Secuiesc : Tenant du titre - KV Sasja HC Hoboken : 3e du championnat de Belgique - HT Čelik : 3e du championnat de Bosnie-Herzégovine - Dobroudja Dobritch : 3e du championnat de Bulgarie - SPE Strovolos Nicosie : 1er du championnat de Chypre - HC Dukla Prague : 3e du championnat de Rép. tchèque - HC Kehra : 2e du championnat d'Estonie - London GD HC : 2e du championnat de Grande-Bretagne - AEK Athènes : 3e du championnat de Grèce - Ramat Hashron : 2e du championnat d'Israël - HC Pressano : 4e du championnat d'Italie | - HC Odorheiu Secuiesc : Tenant du titre - KV Sasja HC Hoboken : 3e du championnat de Belgique - HT Čelik : 3e du championnat de Bosnie-Herzégovine - Dobroudja Dobritch : 3e du championnat de Bulgarie - SPE Strovolos Nicosie : 1er du championnat de Chypre - HC Dukla Prague : 3e du championnat de Rép. tchèque - HC Kehra : 2e du championnat d'Estonie - London GD HC : 2e du championnat de Grande-Bretagne - AEK Athènes : 3e du championnat de Grèce - Ramat Hashron : 2e du championnat d'Israël - HC Pressano : 4e du championnat d'Italie | - HC Odorheiu Secuiesc : Tenant du titre - KV Sasja HC Hoboken : 3e du championnat de Belgique - HT Čelik : 3e du championnat de Bosnie-Herzégovine - Dobroudja Dobritch : 3e du championnat de Bulgarie - SPE Strovolos Nicosie : 1er du championnat de Chypre - HC Dukla Prague : 3e du championnat de Rép. tchèque - HC Kehra : 2e du championnat d'Estonie - London GD HC : 2e du championnat de Grande-Bretagne - AEK Athènes : 3e du championnat de Grèce - Ramat Hashron : 2e du championnat d'Israël - HC Pressano : 4e du championnat d'Italie | - HC Odorheiu Secuiesc : Tenant du titre - KV Sasja HC Hoboken : 3e du championnat de Belgique - HT Čelik : 3e du championnat de Bosnie-Herzégovine - Dobroudja Dobritch : 3e du championnat de Bulgarie - SPE Strovolos Nicosie : 1er du championnat de Chypre - HC Dukla Prague : 3e du championnat de Rép. tchèque - HC Kehra : 2e du championnat d'Estonie - London GD HC : 2e du championnat de Grande-Bretagne - AEK Athènes : 3e du championnat de Grèce - Ramat Hashron : 2e du championnat d'Israël - HC Pressano : 4e du championnat d'Italie | - HC Odorheiu Secuiesc : Tenant du titre - KV Sasja HC Hoboken : 3e du championnat de Belgique - HT Čelik : 3e du championnat de Bosnie-Herzégovine - Dobroudja Dobritch : 3e du championnat de Bulgarie - SPE Strovolos Nicosie : 1er du championnat de Chypre - HC Dukla Prague : 3e du championnat de Rép. tchèque - HC Kehra : 2e du championnat d'Estonie - London GD HC : 2e du championnat de Grande-Bretagne - AEK Athènes : 3e du championnat de Grèce - Ramat Hashron : 2e du championnat d'Israël - HC Pressano : 4e du championnat d'Italie | - HC Odorheiu Secuiesc : Tenant du titre - KV Sasja HC Hoboken : 3e du championnat de Belgique - HT Čelik : 3e du championnat de Bosnie-Herzégovine - Dobroudja Dobritch : 3e du championnat de Bulgarie - SPE Strovolos Nicosie : 1er du championnat de Chypre - HC Dukla Prague : 3e du championnat de Rép. tchèque - HC Kehra : 2e du championnat d'Estonie - London GD HC : 2e du championnat de Grande-Bretagne - AEK Athènes : 3e du championnat de Grèce - Ramat Hashron : 2e du championnat d'Israël - HC Pressano : 4e du championnat d'Italie | - HC Odorheiu Secuiesc : Tenant du titre - KV Sasja HC Hoboken : 3e du championnat de Belgique - HT Čelik : 3e du championnat de Bosnie-Herzégovine - Dobroudja Dobritch : 3e du championnat de Bulgarie - SPE Strovolos Nicosie : 1er du championnat de Chypre - HC Dukla Prague : 3e du championnat de Rép. tchèque - HC Kehra : 2e du championnat d'Estonie - London GD HC : 2e du championnat de Grande-Bretagne - AEK Athènes : 3e du championnat de Grèce - Ramat Hashron : 2e du championnat d'Israël - HC Pressano : 4e du championnat d'Italie | - HC Odorheiu Secuiesc : Tenant du titre - KV Sasja HC Hoboken : 3e du championnat de Belgique - HT Čelik : 3e du championnat de Bosnie-Herzégovine - Dobroudja Dobritch : 3e du championnat de Bulgarie - SPE Strovolos Nicosie : 1er du championnat de Chypre - HC Dukla Prague : 3e du championnat de Rép. tchèque - HC Kehra : 2e du championnat d'Estonie - London GD HC : 2e du championnat de Grande-Bretagne - AEK Athènes : 3e du championnat de Grèce - Ramat Hashron : 2e du championnat d'Israël - HC Pressano : 4e du championnat d'Italie | - KH Prishtina : 2e du championnat du Kosovo - HB Esch : 4e du championnat du Luxembourg - HC Olimpus-85 Chișinău : 2e du championnat de Moldavie - RK Tinex Prolet Skopje : 4e championnat de Macédoine - HV Aalsmeer : 3e championnat des Pays-Bas - FyllingenBergen : 5e championnat de Norvège - Benfica Lisbonne : 3e championnat du Portugal - Saint-Pétersbourg HC : 3e championnat de Russie - RK Metaloplastika Šabac : 3e championnat de Serbie - Wacker Thoune : 4e championnat de Suisse - BB Ankara Spor : 2e championnat de Turquie | - KH Prishtina : 2e du championnat du Kosovo - HB Esch : 4e du championnat du Luxembourg - HC Olimpus-85 Chișinău : 2e du championnat de Moldavie - RK Tinex Prolet Skopje : 4e championnat de Macédoine - HV Aalsmeer : 3e championnat des Pays-Bas - FyllingenBergen : 5e championnat de Norvège - Benfica Lisbonne : 3e championnat du Portugal - Saint-Pétersbourg HC : 3e championnat de Russie - RK Metaloplastika Šabac : 3e championnat de Serbie - Wacker Thoune : 4e championnat de Suisse - BB Ankara Spor : 2e championnat de Turquie | - KH Prishtina : 2e du championnat du Kosovo - HB Esch : 4e du championnat du Luxembourg - HC Olimpus-85 Chișinău : 2e du championnat de Moldavie - RK Tinex Prolet Skopje : 4e championnat de Macédoine - HV Aalsmeer : 3e championnat des Pays-Bas - FyllingenBergen : 5e championnat de Norvège - Benfica Lisbonne : 3e championnat du Portugal - Saint-Pétersbourg HC : 3e championnat de Russie - RK Metaloplastika Šabac : 3e championnat de Serbie - Wacker Thoune : 4e championnat de Suisse - BB Ankara Spor : 2e championnat de Turquie | - KH Prishtina : 2e du championnat du Kosovo - HB Esch : 4e du championnat du Luxembourg - HC Olimpus-85 Chișinău : 2e du championnat de Moldavie - RK Tinex Prolet Skopje : 4e championnat de Macédoine - HV Aalsmeer : 3e championnat des Pays-Bas - FyllingenBergen : 5e championnat de Norvège - Benfica Lisbonne : 3e championnat du Portugal - Saint-Pétersbourg HC : 3e championnat de Russie - RK Metaloplastika Šabac : 3e championnat de Serbie - Wacker Thoune : 4e championnat de Suisse - BB Ankara Spor : 2e championnat de Turquie | - KH Prishtina : 2e du championnat du Kosovo - HB Esch : 4e du championnat du Luxembourg - HC Olimpus-85 Chișinău : 2e du championnat de Moldavie - RK Tinex Prolet Skopje : 4e championnat de Macédoine - HV Aalsmeer : 3e championnat des Pays-Bas - FyllingenBergen : 5e championnat de Norvège - Benfica Lisbonne : 3e championnat du Portugal - Saint-Pétersbourg HC : 3e championnat de Russie - RK Metaloplastika Šabac : 3e championnat de Serbie - Wacker Thoune : 4e championnat de Suisse - BB Ankara Spor : 2e championnat de Turquie | - KH Prishtina : 2e du championnat du Kosovo - HB Esch : 4e du championnat du Luxembourg - HC Olimpus-85 Chișinău : 2e du championnat de Moldavie - RK Tinex Prolet Skopje : 4e championnat de Macédoine - HV Aalsmeer : 3e championnat des Pays-Bas - FyllingenBergen : 5e championnat de Norvège - Benfica Lisbonne : 3e championnat du Portugal - Saint-Pétersbourg HC : 3e championnat de Russie - RK Metaloplastika Šabac : 3e championnat de Serbie - Wacker Thoune : 4e championnat de Suisse - BB Ankara Spor : 2e championnat de Turquie | - KH Prishtina : 2e du championnat du Kosovo - HB Esch : 4e du championnat du Luxembourg - HC Olimpus-85 Chișinău : 2e du championnat de Moldavie - RK Tinex Prolet Skopje : 4e championnat de Macédoine - HV Aalsmeer : 3e championnat des Pays-Bas - FyllingenBergen : 5e championnat de Norvège - Benfica Lisbonne : 3e championnat du Portugal - Saint-Pétersbourg HC : 3e championnat de Russie - RK Metaloplastika Šabac : 3e championnat de Serbie - Wacker Thoune : 4e championnat de Suisse - BB Ankara Spor : 2e championnat de Turquie | - KH Prishtina : 2e du championnat du Kosovo - HB Esch : 4e du championnat du Luxembourg - HC Olimpus-85 Chișinău : 2e du championnat de Moldavie - RK Tinex Prolet Skopje : 4e championnat de Macédoine - HV Aalsmeer : 3e championnat des Pays-Bas - FyllingenBergen : 5e championnat de Norvège - Benfica Lisbonne : 3e championnat du Portugal - Saint-Pétersbourg HC : 3e championnat de Russie - RK Metaloplastika Šabac : 3e championnat de Serbie - Wacker Thoune : 4e championnat de Suisse - BB Ankara Spor : 2e championnat de Turquie |
| Premier tour de qualification | | | | | | | | | | | | | | | |
| - HC Visé BM : 5e du Championnat de Belgique - RK Vogošća : 3e du championnat de Bosnie-Herzégovine - HK Lokomotiv Varna : 4e du championnat de Bulgarie - Viljandi HC : 3e du championnat d'Estonie - Leeds Hornets HC 2011 : 3e du championnat de Grande-Bretagne - Ruislip Eagles HC : 4e du championnat de Grande-Bretagne - Mimi Samtredia Tbilisi : 1er du championnat de Géorgie - AS Fílippos Véria : 4e du championnat de Grèce - AO Poseidon Loutrakiou : 5e du championnat de Grèce - ÍB Vestmannaeyja : Vainqueur de la Coupe d'Islande     | - HC Visé BM : 5e du Championnat de Belgique - RK Vogošća : 3e du championnat de Bosnie-Herzégovine - HK Lokomotiv Varna : 4e du championnat de Bulgarie - Viljandi HC : 3e du championnat d'Estonie - Leeds Hornets HC 2011 : 3e du championnat de Grande-Bretagne - Ruislip Eagles HC : 4e du championnat de Grande-Bretagne - Mimi Samtredia Tbilisi : 1er du championnat de Géorgie - AS Fílippos Véria : 4e du championnat de Grèce - AO Poseidon Loutrakiou : 5e du championnat de Grèce - ÍB Vestmannaeyja : Vainqueur de la Coupe d'Islande     | - HC Visé BM : 5e du Championnat de Belgique - RK Vogošća : 3e du championnat de Bosnie-Herzégovine - HK Lokomotiv Varna : 4e du championnat de Bulgarie - Viljandi HC : 3e du championnat d'Estonie - Leeds Hornets HC 2011 : 3e du championnat de Grande-Bretagne - Ruislip Eagles HC : 4e du championnat de Grande-Bretagne - Mimi Samtredia Tbilisi : 1er du championnat de Géorgie - AS Fílippos Véria : 4e du championnat de Grèce - AO Poseidon Loutrakiou : 5e du championnat de Grèce - ÍB Vestmannaeyja : Vainqueur de la Coupe d'Islande     | - HC Visé BM : 5e du Championnat de Belgique - RK Vogošća : 3e du championnat de Bosnie-Herzégovine - HK Lokomotiv Varna : 4e du championnat de Bulgarie - Viljandi HC : 3e du championnat d'Estonie - Leeds Hornets HC 2011 : 3e du championnat de Grande-Bretagne - Ruislip Eagles HC : 4e du championnat de Grande-Bretagne - Mimi Samtredia Tbilisi : 1er du championnat de Géorgie - AS Fílippos Véria : 4e du championnat de Grèce - AO Poseidon Loutrakiou : 5e du championnat de Grèce - ÍB Vestmannaeyja : Vainqueur de la Coupe d'Islande     | - HC Visé BM : 5e du Championnat de Belgique - RK Vogošća : 3e du championnat de Bosnie-Herzégovine - HK Lokomotiv Varna : 4e du championnat de Bulgarie - Viljandi HC : 3e du championnat d'Estonie - Leeds Hornets HC 2011 : 3e du championnat de Grande-Bretagne - Ruislip Eagles HC : 4e du championnat de Grande-Bretagne - Mimi Samtredia Tbilisi : 1er du championnat de Géorgie - AS Fílippos Véria : 4e du championnat de Grèce - AO Poseidon Loutrakiou : 5e du championnat de Grèce - ÍB Vestmannaeyja : Vainqueur de la Coupe d'Islande     | - HC Visé BM : 5e du Championnat de Belgique - RK Vogošća : 3e du championnat de Bosnie-Herzégovine - HK Lokomotiv Varna : 4e du championnat de Bulgarie - Viljandi HC : 3e du championnat d'Estonie - Leeds Hornets HC 2011 : 3e du championnat de Grande-Bretagne - Ruislip Eagles HC : 4e du championnat de Grande-Bretagne - Mimi Samtredia Tbilisi : 1er du championnat de Géorgie - AS Fílippos Véria : 4e du championnat de Grèce - AO Poseidon Loutrakiou : 5e du championnat de Grèce - ÍB Vestmannaeyja : Vainqueur de la Coupe d'Islande     | - HC Visé BM : 5e du Championnat de Belgique - RK Vogošća : 3e du championnat de Bosnie-Herzégovine - HK Lokomotiv Varna : 4e du championnat de Bulgarie - Viljandi HC : 3e du championnat d'Estonie - Leeds Hornets HC 2011 : 3e du championnat de Grande-Bretagne - Ruislip Eagles HC : 4e du championnat de Grande-Bretagne - Mimi Samtredia Tbilisi : 1er du championnat de Géorgie - AS Fílippos Véria : 4e du championnat de Grèce - AO Poseidon Loutrakiou : 5e du championnat de Grèce - ÍB Vestmannaeyja : Vainqueur de la Coupe d'Islande     | - HC Visé BM : 5e du Championnat de Belgique - RK Vogošća : 3e du championnat de Bosnie-Herzégovine - HK Lokomotiv Varna : 4e du championnat de Bulgarie - Viljandi HC : 3e du championnat d'Estonie - Leeds Hornets HC 2011 : 3e du championnat de Grande-Bretagne - Ruislip Eagles HC : 4e du championnat de Grande-Bretagne - Mimi Samtredia Tbilisi : 1er du championnat de Géorgie - AS Fílippos Véria : 4e du championnat de Grèce - AO Poseidon Loutrakiou : 5e du championnat de Grèce - ÍB Vestmannaeyja : Vainqueur de la Coupe d'Islande     | - Hapoël Ramat Gan : 7e du championnat d'Israël - KH Kastrioti : 3e du championnat du Kosovo - KH Kosova : 4e du championnat du Kosovo - HC Berchem : 4e du championnat du Luxembourg - JMS Hurry-Up Zwartemeer : 5e du championnat des Pays-Bas - ABC Braga/UMinho : 3e du championnat de Portugal - SKIF Krasnodar : 5e du championnat de Russie - RK Radnički Kragujevac : 5e du championnat de Serbie - HC MŠK Považská Bystrica : 4e du championnat de Slovquie - Bursa Nilüfer BK : 1/2 finaliste des Play-offs du championnat de Turquie   | - Hapoël Ramat Gan : 7e du championnat d'Israël - KH Kastrioti : 3e du championnat du Kosovo - KH Kosova : 4e du championnat du Kosovo - HC Berchem : 4e du championnat du Luxembourg - JMS Hurry-Up Zwartemeer : 5e du championnat des Pays-Bas - ABC Braga/UMinho : 3e du championnat de Portugal - SKIF Krasnodar : 5e du championnat de Russie - RK Radnički Kragujevac : 5e du championnat de Serbie - HC MŠK Považská Bystrica : 4e du championnat de Slovquie - Bursa Nilüfer BK : 1/2 finaliste des Play-offs du championnat de Turquie   | - Hapoël Ramat Gan : 7e du championnat d'Israël - KH Kastrioti : 3e du championnat du Kosovo - KH Kosova : 4e du championnat du Kosovo - HC Berchem : 4e du championnat du Luxembourg - JMS Hurry-Up Zwartemeer : 5e du championnat des Pays-Bas - ABC Braga/UMinho : 3e du championnat de Portugal - SKIF Krasnodar : 5e du championnat de Russie - RK Radnički Kragujevac : 5e du championnat de Serbie - HC MŠK Považská Bystrica : 4e du championnat de Slovquie - Bursa Nilüfer BK : 1/2 finaliste des Play-offs du championnat de Turquie   | - Hapoël Ramat Gan : 7e du championnat d'Israël - KH Kastrioti : 3e du championnat du Kosovo - KH Kosova : 4e du championnat du Kosovo - HC Berchem : 4e du championnat du Luxembourg - JMS Hurry-Up Zwartemeer : 5e du championnat des Pays-Bas - ABC Braga/UMinho : 3e du championnat de Portugal - SKIF Krasnodar : 5e du championnat de Russie - RK Radnički Kragujevac : 5e du championnat de Serbie - HC MŠK Považská Bystrica : 4e du championnat de Slovquie - Bursa Nilüfer BK : 1/2 finaliste des Play-offs du championnat de Turquie   | - Hapoël Ramat Gan : 7e du championnat d'Israël - KH Kastrioti : 3e du championnat du Kosovo - KH Kosova : 4e du championnat du Kosovo - HC Berchem : 4e du championnat du Luxembourg - JMS Hurry-Up Zwartemeer : 5e du championnat des Pays-Bas - ABC Braga/UMinho : 3e du championnat de Portugal - SKIF Krasnodar : 5e du championnat de Russie - RK Radnički Kragujevac : 5e du championnat de Serbie - HC MŠK Považská Bystrica : 4e du championnat de Slovquie - Bursa Nilüfer BK : 1/2 finaliste des Play-offs du championnat de Turquie   | - Hapoël Ramat Gan : 7e du championnat d'Israël - KH Kastrioti : 3e du championnat du Kosovo - KH Kosova : 4e du championnat du Kosovo - HC Berchem : 4e du championnat du Luxembourg - JMS Hurry-Up Zwartemeer : 5e du championnat des Pays-Bas - ABC Braga/UMinho : 3e du championnat de Portugal - SKIF Krasnodar : 5e du championnat de Russie - RK Radnički Kragujevac : 5e du championnat de Serbie - HC MŠK Považská Bystrica : 4e du championnat de Slovquie - Bursa Nilüfer BK : 1/2 finaliste des Play-offs du championnat de Turquie   | - Hapoël Ramat Gan : 7e du championnat d'Israël - KH Kastrioti : 3e du championnat du Kosovo - KH Kosova : 4e du championnat du Kosovo - HC Berchem : 4e du championnat du Luxembourg - JMS Hurry-Up Zwartemeer : 5e du championnat des Pays-Bas - ABC Braga/UMinho : 3e du championnat de Portugal - SKIF Krasnodar : 5e du championnat de Russie - RK Radnički Kragujevac : 5e du championnat de Serbie - HC MŠK Považská Bystrica : 4e du championnat de Slovquie - Bursa Nilüfer BK : 1/2 finaliste des Play-offs du championnat de Turquie   | - Hapoël Ramat Gan : 7e du championnat d'Israël - KH Kastrioti : 3e du championnat du Kosovo - KH Kosova : 4e du championnat du Kosovo - HC Berchem : 4e du championnat du Luxembourg - JMS Hurry-Up Zwartemeer : 5e du championnat des Pays-Bas - ABC Braga/UMinho : 3e du championnat de Portugal - SKIF Krasnodar : 5e du championnat de Russie - RK Radnički Kragujevac : 5e du championnat de Serbie - HC MŠK Považská Bystrica : 4e du championnat de Slovquie - Bursa Nilüfer BK : 1/2 finaliste des Play-offs du championnat de Turquie   |

## Phase de qualification

### Premier tour
| Date Aller      | Club                     | Aller   | Total   | Retour  | Club                   | Date Retour     |
| --------------- | ------------------------ | ------- | ------- | ------- | ---------------------- | --------------- |
| 11 octobre 2015 | HC MŠK Považská Bystrica | 29 – 29 | 51 – 51 | 22 – 22 | RK Vogošća             | 17 octobre 2015 |
| 17 octobre 2015 | Ruislip Eagles HC        | 18 – 51 | 37 – 97 | 19 – 46 | ABC Braga/UMinho       | 18 octobre 2015 |
| 10 octobre 2015 | JMS Hurry-Up Zwartemeer  | 32 – 30 | 59 – 59 | 27 – 29 | HC Berchem             | 17 octobre 2015 |
| 17 octobre 2015 | SKIF Krasnodar           | 29 – 35 | 60 – 61 | 31 – 26 | AS Fílippos Véria      | 18 octobre 2015 |
| 17 octobre 2015 | Leeds Hornets HC 2011    | 24 – 43 | 47 – 93 | 23 – 50 | Bursa Nilüfer BK       | 18 octobre 2015 |
| 15 octobre 2015 | Mimi Samtredia Tbilissi  | 0 – 10  | 0 – 20  | 0 – 10  | KH Kosova              | 15 octobre 2015 |
| 16 octobre 2015 | KH Kastrioti             | 27 – 33 | 53 – 65 | 26 – 32 | RK Radnički Kragujevac | 17 octobre 2015 |
| 16 octobre 2015 | Hapoël Ramat Gan         | 21 – 25 | 43 – 56 | 22 – 31 | ÍB Vestmannaeyja       | 18 octobre 2015 |
| 11 octobre 2015 | AO Poseidon Loutrakiou   | 26 – 23 | 49 – 47 | 23 – 24 | Viljandi HC            | 17 octobre 2015 |
| 10 octobre 2015 | HK Lokomotiv Varna       | 28 – 36 | 48 – 71 | 20 – 35 | HC Visé BM             | 18 octobre 2015 |

### Deuxième tour
| Date Aller       | Club                    | Aller   | Total   | Retour  | Club                   | Date Retour      |
| ---------------- | ----------------------- | ------- | ------- | ------- | ---------------------- | ---------------- |
| 27 novembre 2015 | RK Radnički Kragujevac  | 37 – 22 | 66 – 39 | 29 – 27 | Dobroudja Dobritch     | 28 novembre 2015 |
| 27 novembre 2015 | ÍB Vestmannaeyja        | 26 – 28 | 52 – 62 | 26 – 34 | Benfica Lisbonne       | 28 novembre 2015 |
| 28 novembre 2015 | KH Kosova               | 28 – 37 | 50 – 72 | 22 – 35 | BB Ankara Spor         | 29 novembre 2015 |
| 28 novembre 2015 | RK Metaloplastika Šabac | 29 – 25 | 51 – 53 | 22 – 28 | HC Visé BM             | 21 novembre 2015 |
| 28 novembre 2015 | RK Tinex Prolet Skopje  | 20 – 24 | 42 – 51 | 22 – 27 | KV Sasja HC Hoboken    | 29 novembre 2015 |
| 21 novembre 2015 | HC Dukla Prague         | 32 – 15 | 58 – 35 | 26 – 20 | SPE Strovolos Nicosie  | 22 novembre 2015 |
| 28 novembre 2015 | HB Esch                 | 37 – 30 | 77 – 57 | 40 – 27 | HC Olimpus-85 Chișinău | 29 novembre 2015 |
| 22 novembre 2015 | AO Poseidon Loutrakiou  | 25 – 21 | 48 – 48 | 23 – 27 | HC Pressano            | 28 novembre 2015 |
| 21 novembre 2015 | HV Aalsmeer             | 22 – 22 | 55 – 54 | 33 – 32 | Ramat Hashron          | 28 novembre 2015 |
| 22 novembre 2015 | AEK Athènes             | 34 – 36 | 56 – 68 | 22 – 32 | AS Fílippos Véria      | 28 novembre 2015 |
| 21 novembre 2015 | HC Berchem              | 32 – 28 | 55 – 58 | 23 – 30 | FyllingenBergen        | 28 novembre 2015 |
| 20 novembre 2015 | RK Vogošća              | 25 – 24 | 47 – 50 | 22 – 26 | Saint-Pétersbourg HC   | 29 novembre 2015 |
| 21 novembre 2015 | Wacker Thoune           | 47 – 16 | 79 – 49 | 32 – 33 | Bursa Nilüfer BK       | 28 novembre 2015 |
| 21 novembre 2015 | London GD HC            | 16 – 37 | 42 – 80 | 26 – 43 | HC Kehra               | 22 novembre 2015 |
| 21 novembre 2015 | HC Odorheiu Secuiesc    | 24 – 25 | 46 – 50 | 22 – 25 | ABC Braga/UMinho       | 28 novembre 2015 |
| 28 novembre 2015 | KH Prishtina            | 29 – 28 | 50 – 51 | 21 – 23 | HT Čelik               | 29 novembre 2015 |

## Phase finale

### Huitième de finale
| Date Aller         | Club                   | Aller   | Total   | Retour  | Club                   | Date Retour        |
| ------------------ | ---------------------- | ------- | ------- | ------- | ---------------------- | ------------------ |
| 13/14 février 2016 | HB Esch                | 26 – 30 | 48 – 55 | 22 – 25 | HV Aalsmeer            | 20/21 février 2016 |
| 13/14 février 2016 | AO Poseidon Loutrakiou | 23 – 24 | 45 – 46 | 22 – 22 | KV Sasja HC Hoboken    | 20/21 février 2016 |
| 13/14 février 2016 | ABC Braga/UMinho       | 40 – 29 | 85 – 43 | 45 – 14 | HC Kehra               | 20/21 février 2016 |
| 13/14 février 2016 | RK Čelik               | 27 – 42 | 55 – 83 | 28 – 41 | Wacker Thoune          | 20/21 février 2016 |
| 13/14 février 2016 | Saint-Pétersbourg HC   | 30 – 26 | 61 – 49 | 31 – 23 | BB Ankara Spor         | 20/21 février 2016 |
| 13/14 février 2016 | Benfica Lisbonne       | 34 – 14 | 57 – 40 | 23 – 26 | AS Fílippos Véria      | 20/21 février 2016 |
| 13/14 février 2016 | FyllingenBergen        | 35 – 28 | 68 – 47 | 33 – 19 | RK Radnički Kragujevac | 20/21 février 2016 |
| 13/14 février 2016 | HC Dukla Prague        | 38 – 27 | 68 – 60 | 30 – 33 | HC Visé BM             | 20/21 février 2016 |

### Quarts de finale
| Date Aller      | Club                | Aller   | Total   | Retour  | Club                 | Date Retour     |
| --------------- | ------------------- | ------- | ------- | ------- | -------------------- | --------------- |
| 19/20 mars 2016 | Benfica Lisbonne    | 24 – 20 | 49 – 47 | 25 – 27 | Saint-Pétersbourg HC | 26/27 mars 2016 |
| 19/20 mars 2016 | FyllingenBergen     | 31 – 20 | 55 – 48 | 24 – 28 | HV Aalsmeer          | 26/27 mars 2016 |
| 19/20 mars 2016 | ABC Braga/UMinho    | 30 – 23 | 64 – 57 | 34 – 34 | Wacker Thoune        | 26/27 mars 2016 |
| 19/20 mars 2016 | KV Sasja HC Hoboken | 27 – 27 | 50 – 56 | 23 – 29 | Dukla Prague         | 26/27 mars 2016 |

### Demi-finales
| Date Aller    | Club             | Aller   | Total   | Retour  | Club            | Date Retour   |
| ------------- | ---------------- | ------- | ------- | ------- | --------------- | ------------- |
| 23 avril 2016 | Benfica Lisbonne | 35 – 22 | 64 – 49 | 29 – 27 | FyllingenBergen | 30 avril 2016 |
| 23 avril 2016 | ABC Braga/UMinho | 34 – 33 | 67 – 62 | 33 – 29 | Dukla Prague    | 1er mai 2016  |

### Finale
| Date Aller  | Club             | Aller   | Total   | Retour  | Club             | Date Retour |
| ----------- | ---------------- | ------- | ------- | ------- | ---------------- | ----------- |
| 14 mai 2016 | Benfica Lisbonne | 22 – 28 | 51 – 53 | 29 – 25 | ABC Braga/UMinho | 21 mai 2016 |

### Vainqueur
| Champion d'Europe - Coupe Challenge 2015-2016 ABC Braga/UMinho 1er titre |